# Meldeneule
Die Meldeneule (Trachea atriplicis), auch Grüne Meldeneule genannt, ist ein Schmetterling (Nachtfalter) aus der Familie der Eulenfalter (Noctuidae).

## Merkmale

### Falter
Die Flügelspannweite der mittelgroßen Falter beträgt 45 bis 50 Millimeter. Die Färbung der Vorderflügel variiert von graubraun bis zu schwarzgrau. Auffällig sind einige grüne Einmischungen. Nieren-, Zapfen- und Ringmakel sind bei frisch geschlüpften Faltern ebenfalls grün gefärbt. Mit zunehmendem Alter verblassen die Grüntönungen und wandeln sich in gelbliche oder bräunliche Farben um. Unterhalb der Nierenmakel ist ein großer, weißer, gelegentlich rosa getönter Fleck erkennbar. Die Hinterflügel sind zeichnungslos graubraun gefärbt. Während die Fühler der männlichen Falter kurz bewimpert sind, sind diejenigen der Weibchen fadenförmig. Der Thorax ist pelzig behaart.

### Raupe

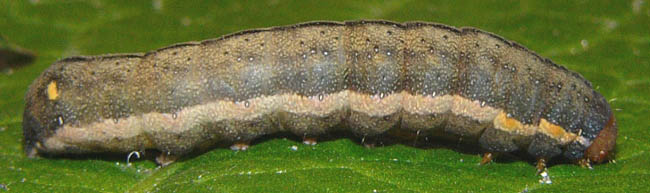
Raupe

Bei den Raupen erscheinen braune, graue, gelbliche sowie grüne Exemplare. Sie haben jeweils eine schwarze, hell unterbrochene, schmale Rückenlinie sowie rosaweiße oder gelbliche, breite Seitenstreifen. Sehr markant ist ein gelber Fleck auf dem letzten Segment.

### Ähnliche Arten
Aufgrund der charakteristischen Zeichnung sind Raupen und Falter unverwechselbar.

## Verbreitung und Lebensraum
Die Verbreitung der Art erstreckt sich durch fast ganz Europa. (Bis auf  die Britischen Inseln, den nördlichen Teil Fennoskandinaviens sowie den südlichen Teil der Iberischen- und der Balkanhalbinsel.) Weiter östlich kommt sie durch weite Teile Asiens bis zum Pazifischen Ozean und Japan vor. Die Tiere sind hauptsächlich an Waldrändern, auf Waldwiesen, Brachflächen sowie in Parklandschaften und Gärten anzutreffen. In den Alpen steigen sie in Höhen bis zu 1800 Meter.

## Lebensweise
Die nachtaktiven Falter leben von Mai bis Anfang Juli sowie an klimatisch günstigen Stellen auch in einer unvollständigen zweiten Generation von Mitte Juli bis Oktober. Sie werden stark von künstlichen Lichtquellen sowie angelegten Ködern angezogen. Ihre Raupen ernähren sich von vielen verschiedenen Pflanzen, beispielsweise von Melden- (Atriplex), Ampfer- (Rumex), Winden- (Convolvulaceae), Knöterich- (Persicaria) oder Gänsefußarten (Chenopodium).
Die Verpuppung erfolgt in einer Erdhöhle, wo auch die Überwinterung erfolgt.

## Gefährdung
In den meisten ihrer Vorkommensgebiete in Deutschland ist die Meldeneule nicht selten. Sie wird auf der Roten Liste gefährdeter Arten als nicht gefährdet eingestuft.